# Pseudacris clarkii
Pseudacris clarkii là một loài ếch trong họ Nhái bén. Loài này sinh sống ở Hoa Kỳ và Mexico (từ Kansas, Oklahoma và đông bắc New Mexico Vịnh Mexico, Texas và Tamaulipas).